# Dongsheng (köpinghuvudort i Kina, Jiangxi Sheng, lat 29,83, long 116,70)
Dongsheng är en köpinghuvudort i Kina. Den ligger i provinsen Jiangxi, i den sydöstra delen av landet, omkring 150 kilometer nordost om provinshuvudstaden Nanchang. Antalet invånare är 14 070. Befolkningen består av 6 955 kvinnor och 7 115 män. Barn under 15 år utgör 20,0 %, vuxna 15-64 år 72 %, och äldre över 65 år 7,0 %.
Runt Dongsheng är det ganska tätbefolkat, med 149 invånare per kvadratkilometer. Närmaste större samhälle är Madang, 18,2 km norr om Dongsheng. I omgivningarna runt Dongsheng växer i huvudsak blandskog.
Genomsnittlig årsnederbörd är 2 323 millimeter. Den regnigaste månaden är maj, med i genomsnitt 364 mm nederbörd, och den torraste är oktober, med 68 mm nederbörd.